# 1717 год в искусстве
События 1717 года в искусстве:
- 13 апреля Томас Кук[англ.] приобрёл мраморную статую Артемиды / Дианы 190—200 годов, которая, как полагают, является копией эллинистического оригинала середины IV века до нашей эры. Он купил её за 900 крон, что сделало статую самым дорогим приобретением художественной коллекции в Холкем-холле[англ.].

## Произведения
- Антуан Ватто. «Паломничество на остров Киферу»
- Чарльз Джервас. «Портрет Исаака Ньютона».
- Жан-Марк Натье. «Портрет Екатерины I».
- Жан-Марк Натье. «Портрет Петра I».
- Энох Симен[англ.]. «Портрет Элайху Йеля».
- Приблизительно: Антуан Ватто. «Бал удовольствий».

## Родились
- 14 февраля — Ян Палтэ[англ.], голландский портретист (ум. 1769)
- 17 февраля — Адам Фридрих Эзер, немецкий гравёр, художник и скульптор (ум. 1799)
- 23 апреля — Питер Барбирс[англ.], голландский живописец (ум. 1780)
- 4 мая — Жан-Шарль Франсуа, французский гравёр (ум. 1769)
- 20 июня — Жак Сали, французский скульптор (ум. 1776)
- 11 августа — Джованни Карло Галли-Бибьена, итальянский архитектор и художник (ум. 1760)
- 4 декабря — Норберт Грунд, чешский художник (ум. 1767)
- Дата неизвестна:

Джузеппе Боттани, итальянский живописец (ум. 1784)
Александр Козенс, английский пейзажист-акварелист (ум. 1786)
Роберт Вуд, английский гравёр и писатель (ум. 1771)

## Умерли
- 16 января — Элиас Бреннер[англ.], шведский живописец и археолог (род. 1647)
- 18 февраля — Джованни Мария Моранди[англ.], итальянский художник (род. 1622)
- 5 апреля — Жан Жувене, французский живописец (род. 1647)
- 8 апреля — Антуан Бенуа[англ.], французский живописец и скульптор (род. 1632)
- 7 мая — Бон де Булонь Старший, французский живописец и гравёр (род. 1649)
- 21 ноября — Жан-Батист Сантерр, французский живописец (род. 1650)
- Дата неизвестна:

Луиджи Кваини, итальянский художник (род. 1643)
Карло Антонио Рамбальди, итальянский художник (род. 1680)
Джироламо Руджери, итальянский пейзажист и баталист (род. 1662)
Джон Слезер, голландский и немецкий военный инженер и художник (род. 1650)
Ван Хуэй, китайский пейзажист, самый известный из четырёх Ванов (род. 1632)